# Klus
Klus (dansk) eller Klues (tysk) er et statistisk distrikt i bydelen Nordstaden i det nordvestlige Flensborg. Klus grænser til Sosti i nord, fra hvilket bydelen er adskilt af et mindre skovområde. 
Bydelens navn relaterer til den eremithytte, der var opført her i 1300-tallet. Stedet med eremitkapellet blev også omtalt som det klus, hvormed stednavnet Klus opstod. Stedet hed før Krogris. Kapellet udviklede sig efterhånden til et valfartssted for pilgrimme, som stod i forbindelse med Ryd Kloster i Angel. Efter reformationen blev kapellet sløjfet, og Klus udviklede sig til et lille sønderjysk kådnersted. En af de husmandsgårde blev i 1784 udbygget af den flensborgske købmand Christian Rönnenkamp til en gård (Klusgård), under hvilken efterhånden de enkelte husmandsgårde i området blev samlet. Et kåd fortsatte som værtshus. Dette kendtes allerede siden 1726 som Slukefter.
Administrativt hørte bebyggelsen til Visherred i Flensborg amt. I kirkelig henseende hørte Klus til Bov Sogn. Efter 1864 kom Klus som hele Sønderjylland under tysk styre. Administrativt blev bebyggelsen nu lagt under Nyhus kommune. I 1900 etableredes ved kanten af bygrænsen til Flensborg et nyt kvarter, som blev betegnet som Koloni Klus. Kolonien fik i 1904 en skole og blev i april 1909 indlemmet i Flensborg kommune. Den kirkelige forbindelse med Bov blev løst, og i stedet blev Petrikirken i Flensborgs nystad sognekirken for Klus koloni. Det gamle Klus forblev ved Nyhus, indtil Nyhus og Klus i 1938 blev sammenlagt med Harreslev til den nuværende Harreslev kommune. I 1950'erne fortsatte kvarterets udbygning med etagelejligheder og parcelhuse og voksede nu fuldstændigt sammen med Flensborgs nordstad. 
Klusris (Klus Skov) ved siden af Klus er opkaldt efter bydelen. Her lå der en nu nedrevet søbadeanstalt tegnet 1873 af Hans J. Holm.